# Надзирачи (филм)
Надзирачи (енгл. Watchmen) је амерички суперхеројски филм из 2009. године, заснован на истоименом стрипу Алана Мура и Дејва Гибонса, који је објавио DC Comics. Филм је режирао Зак Снајдер према сценарију Дејвида Хејтера и Алекса Цеа, а главне улоге тумаче Малин Окерман, Били Крудап, Метју Гуд, Карла Гуџино, Џеки Ерл Хејли, Џефри Дин Морган и Патрик Вилсон. Филм је смештен у алтернативну верзију 1985. године на врхунцу Хладног рата, док група углавном пензионисаних америчких суперхероја истражује убиство једног од својих пре него што открије детаљно осмишљену и смртоносну заверу, док су њихове моралне дилеме доведене у питање сложеном природом околности.
Скоро две деценије, од октобра 1987. до октобра 2005, било је покушаја да се Надзирачи адаптирају као играни филм. Продуценти Лоренс Гордон и Џоел Силвер почели су да развијају пројекат за 20th Century Fox, касније га преместивши у Warner Bros. Pictures, сестринску компанију DC Comics-а, издавача Надзирача, и ангажујући редитеља Терија Гилијама, који је на крају напустио продукцију сматрајући да је стрип „неснимљив”. Током 2000-их, Гордон и Лојд Левин су сарађивали са компанијама Universal Pictures, Revolution Studios и Paramount Pictures на продукцији филма. Режисери Дејвид Хејтер, Дарен Аронофски и Пол Гринграс били су прикључени пројекту пре него што је отказан због спорова око буџета. У октобру 2005. пројекат се вратио у Warner Bros., где је Снајдер ангажован као редитељ. Paramount је остао међународни дистрибутер, док би Warner Bros. дистрибуирао филм у Сједињеним Државама. Међутим, Fox је тужио Warner Bros. због кршења ауторских права. Два студија су ово решила пре објављивања филма, а Fox је добио део бруто зараде. Главно снимање је почело у Ванкуверу у септембру 2007. године. Као и са својим претходним филмом 300: Битка код Термопила (2006), Снајдер је пажљиво моделирао своје кадрове према стрипу, али је одлучио да не сними цео филм користећи зелене екране и уместо тога се одлучио за праве сетове.
Након светске премијере 23. фебруара 2009. у Лондону, филм је пуштен и у конвенционалним и у IMAX биоскопима 6. марта исте године. Филм је остварио лошије резултате на благајнама, зарадивши нешто преко 185 милиона долара широм света у односу на продукцијски буџет од 130–138 милиона долара; међутим, филм је касније постигао финансијски успех на тржишту кућних медија. Грег Силверман (бивши извршни директор студија Warner Bros.) изјавио је да је филм касније остварио профит.
Филм је добио помешане до позитивне рецензије обожавалаца и критичара; стил филма је хваљен, али је Снајдер оптужен да је снимио акциони филм коме је недостајала тематска дубина и суптилност стрипа. У јулу 2009. објављена је режисерска верзија филма са додатна 24 минута. „Ултимативно издање” је укључило анимирани стрип Приче о црном теретњаку у наратив филма као што то је био случај у оригиналном стрипу, продужавајући трајање на 3 сата и 35 минута, а објављено је 3. новембра 2009. године. Редитељска верзија је боље прихваћена од биоскопске.

## Радња
Алтернативне 1985. године, човек у свом стану на Менхетну гледа вести о ескалацији хладноратовских тензија и одговору председника Ричарда Никсона у свом петом мандату, када га непознати нападач нападне и баци на улицу испод. Уводна шпица се осврће на успон костимираних бораца против криминала од 1939. до 1977. године, што је кулминирало реакцијом јавности и доношењем акта против осветника.
Роршах, костимирани детектив који ради илегално, открива да је покојник био Едвард Блејк, познатији као „Комедијаш”, костимирани херој који је радио за владу. Сумњајући да би други осветници могли бити нападнути, Роршах упозорава чланове свог бившег тима, Надзираче. Роршахов бивши партнер Ден Драјберг верује да је овај параноичан, али своју забринутост преноси Адријану Вајту, борцу против криминала који је постао бизнисмен. Роршах касније посећује Доктора Менхетна, физичара који је случајно стекао супермоћи које су га учиниле надљудским бићем и главним оружјем државне безбедности, али Менхетн је заокупљен енергетским истраживањима и игнорише га.
На Блејковој сахрани, Менхетн, Вајт и Драјберг се присећају Комедијашевог песимизма у каснијим годинама у вези са мисијом Надзирача. После сахране, један од ожалошћених одаје му почаст. Роршах прати и испитује ожалошћеног, бившег суперзликоваца Едгара Џејкобија. Џејкоби говори да је Блејк недавно провалио у његов стан док је спавао, да је био без маске, плакао и причао неповезано. Роршах је зачуђен, али сумња да би Џејкоби испричао тако бизарну лаж. Током интервјуа за штампу са Доктором Менхетном, један истраживачки новинар му говори да је неколико људи који су били у контакту са Менхетном оболело од рака, укључујући и његову бившу девојку. Док други новинари крећу да постављају Менхетну гомилу питања, он пуца и телепортује се на Марс. Сам, Менхетн размишља о свом постојању и жаљењу што је претворен у оружје. У његовом одсуству, земље Варшавског пакта повлаче агресивне потезе, а Никсон се припрема за рат.
Вајт преживљава покушај атентата, што сугерише да је Роршахова теорија „убице маскираних” тачна. Драјберг узима у заштиту Лори Џупитер, чланицу друге генерације осветника и отуђену љубавницу Доктора Менхетна. Роршахова истрага о атентатору га води назад до Џејкобија. Покушавајући поново да га испита, Роршах схвата да му је намештено његово убиство, након чега је ухапшен и разоткривен као нискорођени скитница. У затвору, Роршах брани своје поступке психијатру, говорећи да не може игнорисати зло и људе који га узрокују. Драјберг и Лори, све више носталгични за данима борбе против злочина, облаче своје костиме и извлаче Роршаха из затвора.
Менхетн телепортује Лори на Марс док се Драјберг придружује Роршаховој истрази о убиству Блејка. Докази их упућују на Вајта као главног кривца; проналазе га у скровишту на Антарктику, где је управо надгледао активирање енергетских реактора Доктора Менхетна у Њујорку и на другим локацијама широм планете. На Марсу, Лори покушава да убеди Менхетна да је човечанство вредно спасавања, и успева тек када схвати да је она Блејкова ванбрачна ћерка, што одражава сложеност људских односа и емоција толико да Менхетну враћа поштовање према животу.
Вајт признаје да је оркестрирао изгнанство Доктора Менхетна, инсценирао атентат, сместио Роршаху и убио Блејка, који га је шпијунирао. Такође је извршио последњи корак свог плана: окренуо свет против Менхетна тако што је наместио његове реакторе да експлодирају, убивши 15 милиона људи. Менхетн се враћа са Лори у разорени Њујорк, схвата шта се догодило и телепортује у Вајтово скровиште. После кратке борбе, Вајт му показује да су земље широм света оставиле по страни своје ривалство како би се фокусирале на заједничког непријатеља.
Схвативши логику Вајтовог плана, Надзирачи пристају да чувају његову тајну, са изузетком Роршаха, кога Менхетн невољно убија да би сачувао нови глобални мир. Менхетн заувек одлази у другу галаксију, док Драјберг укорава Вајтову моралну жртву, а Лори се коначно мири са својим родитељством. Уредник њујоршког таблоида, згрожен што више не постоји рат о коме би се извештавало, каже колеги новинару да узме нешто из кутије са порукама у којој се налази Роршахов дневник.

## Улоге
| Глумац           | Улога                              |
| ---------------- | ---------------------------------- |
| Малин Окерман    | Лори Џупитер / Нова Свилена Утвара |
| Били Крудап      | Џон Остерман / Доктор Менхетн      |
| Метју Гуд        | Адријан Вајт / Озимандијас         |
| Џеки Ерл Хејли   | Волтер Ковакс / Роршах             |
| Патрик Вилсон    | Данијел Драјберг / Нова Ноћна Сова |
| Карла Гуџино     | Сели Џупитер / Свилена Утвара      |
| Џефри Дин Морган | Едвард Блејк / Комедијаш           |
| Стивен Макхати   | Холис Мејсон / Ноћна Сова          |
| Мет Фруер        | Едгар Џејкоби / Молох              |
| Лора Менел       | Џејни Слејтер                      |